# Freddie Tavares
Pour les articles homonymes, voir Tavares.
Freddie Tavares, né en 1913 à Hawaii et décédé en 1990, est un musicien américain et un inventeur. 

## biographie
Bien que virtuose de la guitare électrique, ayant joué plusieurs centaines de sessions en studio d'enregistrement, à la radio, et ayant travaillé sur des bandes originales de film, Tavares est probablement plus connu pour son implication économique avec Rex Gallion et Léo Fender dans le design de la Fender Stratocaster et dans d'autres instruments et amplificateurs de la marque Fender. 
Il est le guitariste des génériques de début des Warner Bros et des Looney Tunes. Il travaille aussi avec Bing Crosby, Elvis Presley, Dean Martin, Sons of the Pioneers (en), Tennessee Ernie Ford, Spike Jones and His City Slickers, Lawrence Welk, et Henry Mancini.